# Finland op de Olympische Winterspelen 1964
Tijdens de Olympische Winterspelen van 1964, die in Innsbruck (Oostenrijk) werden gehouden, nam Finland voor de negende keer deel.

## Medailleoverzicht
| Sport          | Olympiër                                                  | Discipline            | Medaille |
| -------------- | --------------------------------------------------------- | --------------------- | -------- |
| Langlaufen     | Eero Mäntyranta                                           | 15 km (m)             | Goud     |
| Langlaufen     | Eero Mäntyranta                                           | 30 km (m)             | Goud     |
| Schansspringen | Veikko Kankkonen                                          | normale schans (m)    | Goud     |
| Langlaufen     | Mirja Lehtonen                                            | 5 km (v)              | Zilver   |
| Langlaufen     | Väinö Huhtala Arto Tiainen Kalevi Laurila Eero Mäntyranta | 4x10 km estafette (m) | Zilver   |
| Schaatsen      | Kaija Mustonen                                            | 1500 m (v)            | Zilver   |
| Schansspringen | Veikko Kankkonen                                          | grote schans (m)      | Zilver   |
| Langlaufen     | Arto Tiainen                                              | 50 km (m)             | Brons    |
| Langlaufen     | Senja Pusula Toini Pöysti Mirja Lehtonen                  | 3x5 km estafette (v)  | Brons    |
| Schaatsen      | Kaija Mustonen                                            | 1000 m (v)            | Brons    |

## Deelnemers en resultaten

### Alpineskiën
| Olympiër       | Discipline       | Resultaat | Prestatie                       |
| -------------- | ---------------- | --------- | ------------------------------- |
| Ulf Ekstam     | afdaling (m)     | 26e       | 2.27,31 (+9,15)                 |
| Ulf Ekstam     | reuzenslalom (m) | 36e       | 2.01,78 (+15,07)                |
| Ulf Ekstam     | slalom (m)       | dq-1      | diskwalificatie run 1           |
| Raimo Manninen | afdaling (m)     | 22e       | 2.23,94 (+5,78)                 |
| Raimo Manninen | reuzenslalom (m) | 17e       | 1.55,05 (+8,34)                 |
| Raimo Manninen | slalom (m)       | 22e       | 2.20,27 (+9,14) 1.14,82+1.05,45 |

### Biatlon
| Olympiër         | Discipline | Resultaat | Prestatie                              |
| ---------------- | ---------- | --------- | -------------------------------------- |
| Hannu Posti      | 20 km (m)  | 8e        | 1:27.16,5 (+6.49,7) pen.: 1 (1-0-0-0)  |
| Antti Tyrväinen  | 20 km (m)  | 13e       | 1:30.09,0 (+9.42,2) pen.: 4 (0-2-0-2)  |
| Veikko Hakulinen | 20 km (m)  | 15e       | 1:31.37,9 (+11.11,1) pen.: 6 (2-1-0-3) |
| Esko Marttinen   | 20 km (m)  | 23e       | 1:34.50,2 (+14.23,4) pen.: 5 (1-0-2-2) |

### Langlaufen
| Olympiër                                                  | Discipline            | Resultaat | Prestatie                                                   |
| --------------------------------------------------------- | --------------------- | --------- | ----------------------------------------------------------- |
| Lauri Bergqvist                                           | 50 km (m)             | 15e       | 2:52.08,0 (+8.15,4)                                         |
| Kalevi Hämäläinen                                         | 50 km (m)             | 16e       | 2:52.22,3 (+8.29,7)                                         |
| Eino Huhtala                                              | 15 km (m)             | 11e       | 52.18,2 (+1.24,1)                                           |
| Väinö Huhtala                                             | 15 km (m)             | 4e        | 51.45,4 (+0.51,3)                                           |
| Väinö Huhtala                                             | 30 km (m)             | 14e       | 1:33.38,1 (+2.47,4)                                         |
| Kalevi Laurila                                            | 15 km (m)             | 9e        | 51.59,8 (+1.05,7)                                           |
| Kalevi Laurila                                            | 30 km (m)             | 6e        | 1:32.41,4 (+1.50,7)                                         |
| Eero Mäntyranta                                           | 15 km (m)             | Goud      | 50.54,1                                                     |
| Eero Mäntyranta                                           | 30 km (m)             | Goud      | 1:30.50,7                                                   |
| Eero Mäntyranta                                           | 50 km (m)             | 9e        | 2:47.47,1 (+3.54,5)                                         |
| Arto Tiainen                                              | 30 km (m)             | 13e       | 1:33.37,7 (+2.47,0)                                         |
| Arto Tiainen                                              | 50 km (m)             | Brons     | 2:45.30,4 (+1.37,8)                                         |
| Väinö Huhtala Arto Tiainen Kalevi Laurila Eero Mäntyranta | 4x10 km estafette (m) | Zilver    | 2:18.42,4 (+0.07,8) (34.52,8 / 35.37,6 / 34.01,4 / 34.10,6) |
|                                                           |                       |           |                                                             |
| Mirja Lehtonen                                            | 5 km (v)              | Zilver    | 17.52,9 (+0.02,4)                                           |
| Mirja Lehtonen                                            | 10 km (v)             | 10e       | 42.06,9 (+1.42,6)                                           |
| Toini Pöysti                                              | 5 km (v)              | 5e        | 18.25,5 (+0.35,0)                                           |
| Toini Pöysti                                              | 10 km (v)             | 5e        | 41.17,4 (+0.53,1)                                           |
| Senja Pusula                                              | 5 km (v)              | 9e        | 18.45,7 (+0.55,2)                                           |
| Senja Pusula                                              | 10 km (v)             | 6e        | 41.17,8 (+0.53,5)                                           |
| Eeva Ruoppa                                               | 5 km (v)              | 8e        | 18.29,8 (+0.39,3)                                           |
| Eeva Ruoppa                                               | 10 km (v)             | 9e        | 41.58,1 (+1.33,8)                                           |
| Senja Pusula Toini Pöysti Mirja Lehtonen                  | 3x5 km estafette (v)  | Brons     | 1:02.45,1 (+3.24,9) (23.45,9 / 19.39,8 / 19.19,4)           |

### Noordse combinatie
| Olympiër       | Discipline | Resultaat | Prestatie                                                                                            |
| -------------- | ---------- | --------- | --- |
| Erkki Luiro    | mannen     | 22e       | 369,50 punten schans: 207,0 p 103,5 (65,5 m)+101,8 (64,5 m)+103,5 (62,5 m) 15 km: 162,50 p (56.57,3) |
| Raimo Majuri   | mannen     | 23e       | 368,22 punten schans: 192,7 p 91,5 (61,5 m)+99,4 (67,0 m)+93,3 (59,5 m) 15 km: 175,52 p (55.44,5)    |
| Esa Klinga     | mannen     | 25e       | 352,59 punten schans: 173,1 p 94,4 (62,5 m)+77,3 (54,5 m)+78,7 (52,0 m) 15 km: 179,49 p (55.22,4)    |
| Raimo Partanen | mannen     | 26e       | 348,38 punten schans: 156,6 p 83,9 (59,0 m)+72,7 (53,0 m)+54,0 (62,0 m) 15 km: 191,78 p (54.15,9)    |

### Schaatsen
| Olympiër                 | Discipline   | Resultaat | Prestatie         |
| ------------------------ | ------------ | --------- | ----------------- |
| Seppo Hänninen           | 1500 m (m)   | 23e       | 2.16,0 (+5,7)     |
| Kalervo Hietala          | 5000 m (m)   | 15e       | 7.58,8 (+20,4)    |
| Kalervo Hietala          | 10.000 m (m) | 26e       | 17.12,9 (+1.22,8) |
| Juhani Järvinen          | 500 m (m)    | 19e       | 41,9 (+1,8)       |
| Juhani Järvinen          | 1500 m (m)   | 8e        | 2.12,4 (+2,1)     |
| Juhani Järvinen          | 10.000 m (m) | 20e       | 17.05,0 (+1.14,9) |
| Jouko Jokinen            | 1500 m (m)   | 19e       | 2.15,6 (+5,3)     |
| Pekka Lattunen           | 500 m (m)    | 16e       | 41,8 (+1,7)       |
| Jouko Launonen           | 1500 m (m)   | 4e        | 2.11,9 (+1,6)     |
| Jouko Launonen           | 5000 m (m)   | 18e       | 8.03,5 (+25,1)    |
| Jouko Launonen           | 10.000 m (m) | 14e       | 16.49,8 (+59,7)   |
| Simo Rinne               | 500 m (m)    | 10e       | 41,4 (+1,3)       |
| Toivo Salonen            | 500 m (m)    | 23e       | 42,2 (+2,1)       |
| Toivo Salonen            | 5000 m (m)   | 21e       | 8.10,2 (+31,8)    |
|                          |              |           |                   |
| Kaija-Liisa Keskivitikka | 500 m (v)    | 16e       | 48,8 (+3,8)       |
| Kaija-Liisa Keskivitikka | 1000 m (v)   | 8e        | 1.37,6 (+4,4)     |
| Kaija-Liisa Keskivitikka | 1500 m (v)   | 8e        | 2.30,0 (+7,4)     |
| Kaija-Liisa Keskivitikka | 3000 m (v)   | 10e       | 5.29,4 (+14,5)    |
| Kaija Mustonen           | 500 m (v)    | 13e       | 48,0 (+3,0)       |
| Kaija Mustonen           | 1000 m (v)   | Brons     | 1.34,8 (+1,6)     |
| Kaija Mustonen           | 1500 m (v)   | Zilver    | 2.25,5 (+2,9)     |
| Kaija Mustonen           | 3000 m (v)   | 5e        | 5.24,3 (+9,4)     |

### Schansspringen
| Olympiër         | Discipline         | Resultaat | Prestatie                                                |
| ---------------- | ------------------ | --------- | -------------------------------------------------------- |
| Niilo Halonen    | normale schans (m) | 14e       | 203,4 punten 99,4 (74,5 m)+102,8 (75,5 m)+100,6 (74,5 m) |
| Niilo Halonen    | grote schans (m)   | 14e       | 205,8 punten 105,8 (88,0 m)+100,0 (83,0 m)+96,2 (78,0 m) |
| Ensio Hyytiä     | normale schans (m) | 20e       | 202,4 punten 101,5 (73,5 m)+99,6 (72,5 m)+100,9 (74,0 m) |
| Ensio Hyytiä     | grote schans (m)   | 23e       | 198,5 punten 101,6 (87,0 m)+94,4 (80,0 m)+96,9 (76,5 m)  |
| Antero Immonen   | normale schans (m) | 31e       | 195,3 punten 95,4 (70,5 m)+97,7 (71,5 m)+97,6 (72,0 m)   |
| Antero Immonen   | grote schans (m)   | 31e       | 194,8 punten 98,9 (86,0 m)+95,9 (80,0 m)+94,9 (76,5 m)   |
| Veikko Kankkonen | normale schans (m) | Goud      | 229,9 punten 95,9 (77,0 m)+115,9 (80,0 m)+114,0 (79,0 m) |
| Veikko Kankkonen | grote schans (m)   | Zilver    | 228,9 punten 118,9 (95,5 m)+110,0 (90,5 m)+85,6 (88,0 m) |

### IJshockey
| Olympiër | Discipline | Resultaat | Prestatie |
| --- | ---------- | --------- | --- |
| Raimo Kilpiö Juhani Lahtinen Rauno Lehtiö Esko Luostarinen Ilkka Mesikämmen Seppo Nikkilä Kalevi Numminen Lasse Oksanen Jorma Peltonen Heino Pulli Matti Reunamäki Jouni Seistamo Jorma Suokko Juhani Wahlsten Jarmo Wasama Esko Kaonpää Urpo Ylönen | mannen     | 6e        | kwalificatieronde: 8 - 2 Finland - Oostenrijk A-groep (1e-8e plaats): 4 - 0 Finland - Zwitserland 0 - 4 Finland - Tsjecho-Slowakije 0 - 7 Finland - Zweden 0 - 10 Finland - Sovjet-Unie 2 - 6 Finland - Canada 3 - 2 Finland - Verenigde Staten 1 - 2 Finland - Duits eenheidsteam |

Argentinië · Australië · België · Bulgarije · Canada · Chili · Denemarken · Duits eenheidsteam · Finland · Frankrijk · Griekenland · Groot-Brittannië · Hongarije · IJsland · India · Iran · Italië · Japan · Joegoslavië · Libanon · Liechtenstein · Mongolië · Nederland ·  Noord-Korea · Noorwegen · Oostenrijk · Polen · Roemenië · Sovjet-Unie · Spanje · Tsjecho-Slowakije · Turkije · Verenigde Staten · Zuid-Korea · Zweden · Zwitserland